# Saikei
Saikei (栽景?) literalmente "paisaje plantado". El saikei es un descendiente del los artes japoneses de bonsái, bonseki, y bonkei, y se encuentra relacionado en menor medida con los artes de paisajes en miniatura chino penjing y vietnamita hòn non bộ. Consiste en crear paisajes que caben en una bandeja que combinan árboles vivos con tierra, rocas, agua y vegetación asociada (por ejemplo cobertura del suelo), dichos paisajes se organizan en una bandeja o contenedor similar. Un paisaje saikei le recordará al quien lo contemple un paisaje natural gracias a su topografía, elección de materiales del suelo, y especies que se han plantado.

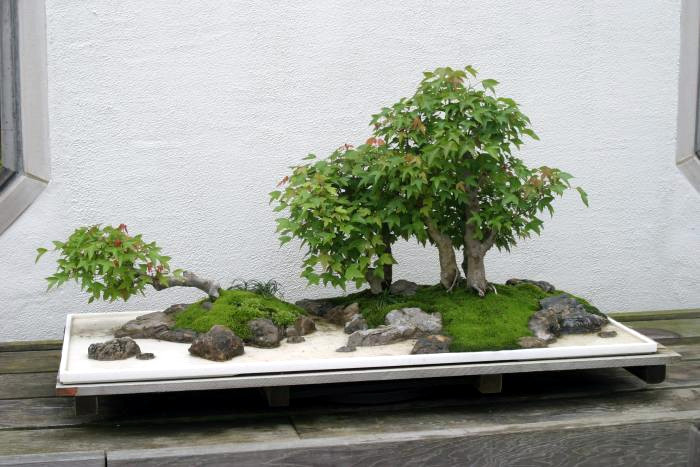
Árboles, tierra y rocas en un paisaje saikei.

Un saikeo típico se encuentra contenido en una gran bandeja cerámica, con bordes poco elevados. Dentro de la bandeja, se ordenan las rocas y el suelo para asemejar un paisaje natural, a menudo modelado de acuerdo a un tipo específico de paisaje tal como uno a la orilla del mar o un sendero de montaña. Se plantan árboles pequeños en el suelo y a veces se los organiza de manera de enfatizar una cierta perspectiva, por ejemplo, con los árboles de menor tamaño ubicados en la parte posterior del paisaje. Los árboles son similares aunque menos elaborados que los árboles bonsái. Son seleccionados y cultivados para asemejar árboles maduros que se correspondan con el paisaje simulado en el que se implantan. A veces se colocan especies que no son árboles en el saikei, tales como verde para cubrir el suelo u otras pequeñas plantas que ayudan a completar y evocar el paisaje.
El saikei se diferencia en varios aspectos claves de otras formas de artes semejantes japoneses. Según Lew Buller, Toshio Kawamoto (el fundador del arte del saikei) "sostenia con firmeza que sus paisajes vivos no eran bonsai", citando las reglas del saikei que imponen el uso obligatorio de rocas, y el colocar árboles y raíces sobre el borde de la bandeja. El Bonsái utiliza rocas como base para un árbol o árboles dispuestos con sus raíces en estilos envolviendo la roca (Sekijoju) o creciendo en una roca (Ishizuke), pero ello no forma paisajes mixtos con rocas y suelo. La forma del suelo es muy importante, mientras que en el bonsái posee una importancia menor o es irrelevante. En general, el saikei se concentra más en la evocación de un paisaje natural vivo, que en el carácter de árboles individuales que se enfatiza en el bonsái.
Los artes denominados bonseki y bonkei también presentan paisajes en miniatura en bandejas, pero no incorporan árboles vivos u otros elementos de flora. En el bonseki, se presentan paisajes simples sobre bandejas planas utilizando arena y rocas. En el bonkei, se usan rocas y otros materiales modelables (p.ej., cemento) para crear colinas y montañas que surgen de los materiales que forman el suelo tales como la arena y la grava. Mientras que en el bonkei es aceptado que se dispongan figuras en miniatura de personas, animales, edificios, y otros elementos de exteriores, los mismos no se aceptan en el saikei.